# Liste der Kulturdenkmäler in Hauptstuhl
In der Liste der Kulturdenkmäler in Hauptstuhl sind alle Kulturdenkmäler der rheinland-pfälzischen Ortsgemeinde Hauptstuhl aufgeführt. Grundlage ist die Denkmalliste des Landes Rheinland-Pfalz (Stand: 21. Juli 2023).

## Einzeldenkmäler
| Bezeichnung           | Lage                                | Baujahr | Beschreibung                                                                      | Bild                           |
| --------------------- | ----------------------------------- | ------- | --------------------------------------------------------------------------------- | ------------------------------ |
| Gasthaus „Zur Traube“ | Kaiserstraße 40 Lage                | um 1900 | langgestreckter spätgründerzeitlicher Putzbau, Torfahrt, um 1900                  | Fotos hochladen                |
| Katholische Kirche    | Kaiserstraße 41 Lage                | 1930–33 | Saalbau, später Heimatstil, 1930–33, Architekt Hans Seeberger, Kaiserslautern     | weitere Bilder Fotos hochladen |
| Hofanlage             | Kaiserstraße 43 Lage                | um 1850 | Vierseithof; eingeschossiges spätklassizistisches Wohnhaus, um 1850               | Fotos hochladen                |
| Forsthaus Neubau      | östlich des Ortes an der L 395 Lage | um 1800 | eingeschossiger Krüppelwalmdachbau, Ökonomietrakt, um 1800; bauliche Gesamtanlage | BW                             |